# Whitney Lakes Provincial Park
Whitney Lakes Provincial Park är en park i Kanada.   Den ligger i provinsen Alberta, i den centrala delen av landet, 2 600 km väster om huvudstaden Ottawa. Whitney Lakes Provincial Park ligger 569 meter över havet. Den ligger vid sjön Laurier Lake.
Terrängen runt Whitney Lakes Provincial Park är platt. Runt Whitney Lakes Provincial Park är det mycket glesbefolkat, med 3 invånare per kvadratkilometer.. 
Trakten runt Whitney Lakes Provincial Park består till största delen av jordbruksmark.